# スタンリー対ジョージア州事件
スタンリー対ジョージア州事件（英: Stanley v. Georgia）394 U.S. 557 (1969)は、は、アメリカ合衆国最高裁判所判例で、わいせつな素材を単に保有するという権利を認め、アメリカ法で暗黙の「プライバシー権」を確立するのに役立った。
ジョージア州のロバート・イー・スタンリーは、以前に有罪判決を受けた疑いのあるブックメーカーであり、連邦令状で警察によって捜索され、身の回り品を検められた。彼らは何も見つけ出せなかったが、二階の寝室の机の引き出しから3点のポルノのリールを押収し、その後ジョージア州法で犯罪であるわいせつな素材を所有しているとスタンリーに告げた。その違法性はジョージア州最高裁判所によって支持された。
しかし、連邦最高裁はマーシャル判事が満場一致で下級審の判決を覆し、アメリカ合衆国憲法修正第1条、第14条により、ジョージア州法を違憲とし、わいせつと判断された素材の私的所有を禁じる全ての州法を無効にした。スチュワート、ブレナン、ホワイトは同意意見を提出した。ヒューゴ・ブラック判事もまた、修正第4条の捜索と差し押さえに関する条項とは別の意見で同意した。この事件はまた、ポルノに対する暗黙の権利を確立した。